# 市場開放問題苦情処理体制
市場開放問題苦情処理体制（しじょうかいほうもんだいくじょうしょりたいせい、英：Office of Trade and investment Ombudsman、略称：OTO）は、日本への市場アクセスの改良を図るために、市場開放問題等に関する苦情を日本国内外の企業等から受け付け、処理する国の体制である。

## 概要
冷戦末期の1982年（昭和57年）1月に市場開放問題苦情処理推進本部（OTO本部）が設立され、総理府に設けられたOTO事務局や関係省庁、大使館、領事館、JETRO事務所等に設置されたOTO（市場開放問題苦情受付窓口）が、個別の苦情を受け付け、関係省庁が処理を行なう市場開放問題苦情処理体制が整備された。
1994年（平成6年）2月には、内閣総理大臣を本部長とする市場開放問題苦情処理対策本部（OTO本部）、及び、有識者会議である市場開放問題苦情処理推進会議（OTO推進会議）を中心とする体制に強化が図られた。
さらに、2007年（平成19年）1月には、規制改革の推進と統合されることになり、OTO本部は規制改革推進本部に、OTO推進会議は規制改革会議にそれぞれ統合された。
本体制のもとでの総申立件数は、2007年（平成19年）3月末現在で1071件にのぼる。